# 大使酒店 (洛杉矶)
大使酒店（英語：Ambassador Hotel）是一家位於美國加利福尼亞州洛杉磯市的酒店。大使酒店由建築師邁倫·亨特設計，於1921年1月1日正式向公眾開放。隨後建築師保羅·威廉姆斯在20世紀40年代末對酒店進行了翻修。大使酒店也是椰林夜總會的所在地，數十年來一直是洛杉磯首屈一指的夜總會。舉辦過六次奧斯卡頒獎典禮，並接待過從赫伯特·胡佛到理查·尼克森的歷任美國總統。
該酒店是1968年6月5日美國聯邦參議員羅伯特·F·甘迺迪被刺殺的地點。